# Військовий товариш
Військові товариші — привілейована частина козацтва в Гетьманщині другої половини 17-го та у 18 століттях, яка за соціальним статусом наближалася до полкової старшини і мала значний вплив на військові й державні справи.

## Опис
Військові товариші походили з так званого військового товариства, яке вирізнилося з-поміж козацької маси за часів Богдана Хмельницького. Для означення військового товариства вживалися такі терміни: «військовий товариш», «знатний військовий товариш», «значний товариш полку», «значний товариш сотні», «значний і заслужений військовий товариш», «славетний і значний військовий товариш» та інші. Із знатного військового товариства обирали генеральну старшину і полковників козацьких. З їхнього середовища виділилися також бунчукові товариші. Поступово терміни «військовий товариш», «знатний військовий товариш» набули юридичного визнання.

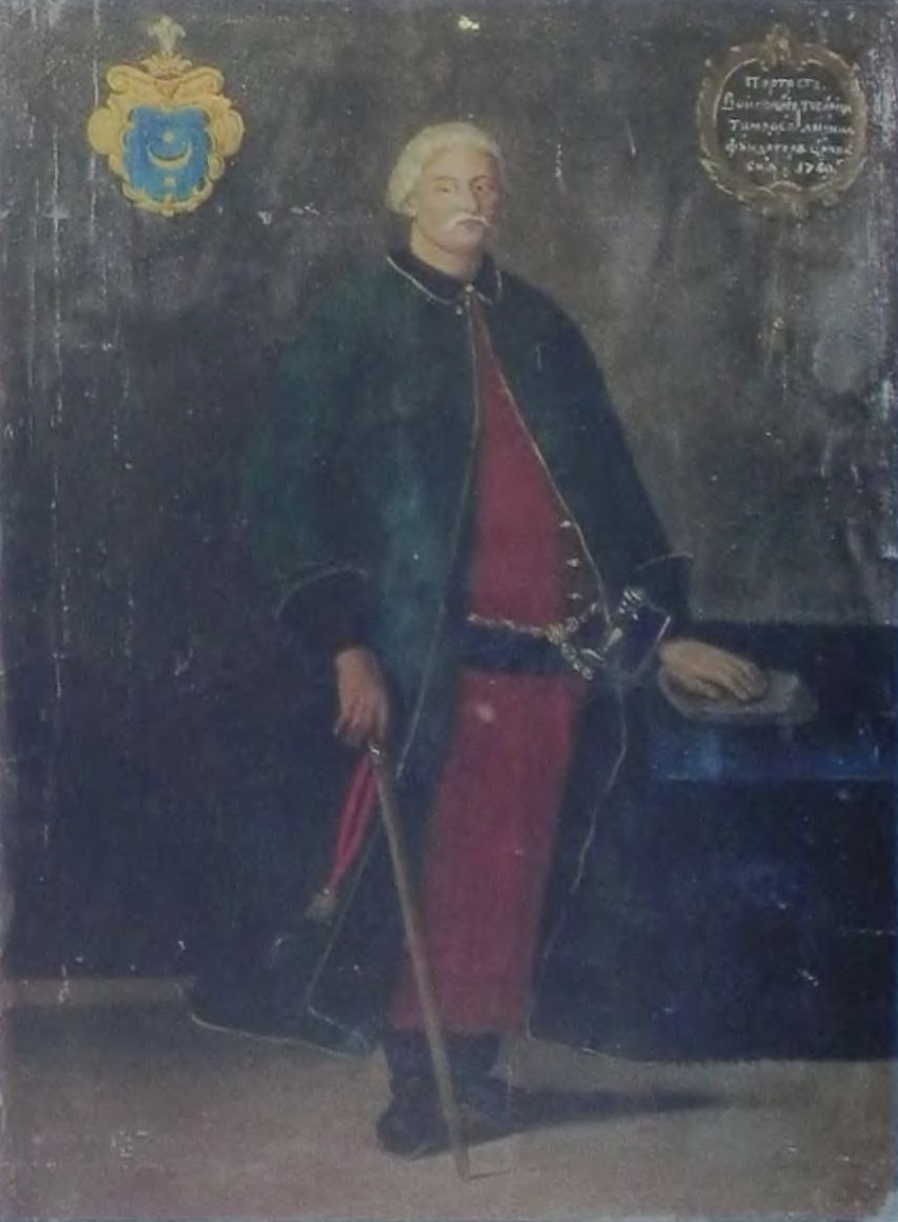
Портрет військового товариша Тимофія Лишні. 1749 р.

## Обов'язки
Головним обов'язком військового товариша була військова служба за власний кошт. Їх брали у військові походи, під час яких вони командували сотнями, відали артилерією, боєприпасами тощо. Їх вибирали до різних комісій — лічильних, слідчих, межових, порубіжних, з купівлі для армії коней та волів, заготівлі провіанту й фуражу; у полкові канцелярії — полковими комісарами; для нагляду за шляхами і поштовими трактами, будівництвом гетьманських резиденцій, виробничих споруд, фортець тощо.
Підпорядковувалися військові товариші Генеральній військовій канцелярії (після її ліквідації — Малоросійській колегії). Чин військового товариша надавався за рекомендацією полковника, Генеральної військової канцелярії або Малоросійської колегії.

## Статус
Статус військового товариша був майже обов'язковою сходинкою для службового зростання синів генеральної та полкової старшини і бунчукових товаришів; більшість з них розпочинали військову службу з чину військових товаришів. Чин надавався також після тривалої служби значковим товаришам, військовим канцеляристам, вихідцям із духовенства та іншим.
За майновим становищем між військовими товаришами існувало різке розмежування. Їх кількість не була сталою. У послужних реєстрах 1763 року зафіксовано 238 військових товаришів, у тому числі в Стародубському полку — 32, Ніжинському полку — 34, Чернігівському полку — 25, Київському полку — 19, Переяславському полку — 17, Прилуцькому полку — 12, Лубенському полку — 38, Миргородському полку — 15, Полтавському полку — 23, Гадяцькому полку — 23.

## Скасування звання
На виконання указу імператриці Катерини II від 24 грудня 1784 року про припинення надання українському козацтву чинів військових товаришів, колишні військові товариші, які залишалися на військовій службі, стали корнетами, а ті, хто перейшов на цивільну службу, одержали посади титулярних радників або губернських секретарів.